# ピアース・ブロスナン
ピアース・ブレンダン・ブロスナン（Pierce Brendan Brosnan OBE, 1953年5月16日 - ）は、アイルランド出身の俳優、映画プロデューサー。

## 略歴
アイルランド共和国ドラハダで、看護師のメイと大工のトーマス・ブロスナンの間に生まれ、アイルランドのナヴァンで育つ。ピアースが生まれて間もない頃に父は家を出ていき、母は資格を取るためにイギリスへ渡る。その間、幼い頃は親戚の家をたらい回しにされていた。この当時のことを本人も「いったい自分の家庭はどこにあるのだろう？と、別離の寂しさを毎日味わっていた」と語っている。4歳の時から母方の祖父母に育てられ、6歳の頃に祖父母が亡くなり下宿に引き取られるまで親戚の間を転々としていた。11歳でイギリスに渡り、12歳の時に母が戻ってくるが良好な関係は望めず、すぐに家出をする。そしてサーカス団に流れ着き、アクロバットや火吹きなど一発芸で稼ぎつつ、画家を志して夜間の美術学校へ通い始めた。美術学校を卒業した後、画家を志すが17 - 18歳の頃に友人に連れて行ってもらった劇場で演技に開眼し、ドラマセンター・ロンドン（現、ロンドン芸術大学のセントラル・セント・マーチンズ）で演劇を学んだ。1982年から1987年までアメリカのNBCで放映されたテレビドラマ『探偵レミントン・スティール』で主役を演じ、知名度が上がった。
1995年に「007シリーズ」の第17作『007 ゴールデンアイ』にジェームズ・ボンド役で主演し、国際的に有名になった。1997年の「007シリーズ」の第18作『007 トゥモロー・ネバー・ダイ』では、サターン賞主演男優賞を受賞した。同年、ハリウッド・ウォーク・オブ・フェームにおいて星（星形のプレート）を獲得した。
2003年7月、英国への優れた貢献を認められ、エリザベス2世から大英帝国勲章第4位を与えられる。ピアースはアイルランド国民なので、英国民にだけ与えられる「Full Honour」を受ける資格はない。
2008年の映画『マンマ・ミーア!』では、ゴールデンラズベリー賞に選ばれた。

## 5代目ジェームズ・ボンド

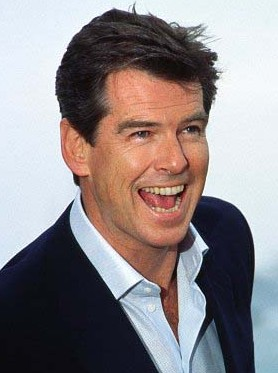
2002年、第55回カンヌ国際映画祭でのブロスナン

3代目ボンドのロジャー・ムーアがボンド役を引退したあとの1986年に、主演ドラマ『探偵レミントン・スティール』を終えたばかりだったブロスナンはボンド役のオファーを受ける。このドラマは視聴率低下で打ち切られるが、イオン・プロとMGMがブロスナンに関心を持っていることが分かると、放映局のNBCはブロスナンとの契約オプションを行使する荒業に出る。『探偵レミントン』にテコ入れをしての再開が決まり、ボンド役を辞退しなければならなかった。彼は当時33歳だった。ブロスナンをボンド役としてプロデューサーのアルバート・R・ブロッコリに推薦したのは、当時の妻のカサンドラ・ハリスだった。ブロッコリはブロスナンがボンド映画前後に、ドラマ長編エピソードを数本撮影できる契約を取り付けようとするが、NBCと制作会社のMTM Enterprisesは拒否し、自身の条件を提示した。ここでブロッコリはブロスナン起用を諦め、ボンド役はティモシー・ダルトンに決まった。ダルトン主演で2つの作品が作られたが、2作目の『007 消されたライセンス』は、批評家からの高い評価にもかかわらず、興行的には期待外れの結果に終わった。1991年に007シリーズの著作権を巡って法的な争いとなり、次作の製作は6年間中断し、その間にダルトンは6年契約が終了した。1994年4月12日、ダルトンはボンド役の降板を発表し、イオン・プロとMGMもそれを受諾した。そしてブロスナンが1994年6月7日にボンド役を手に入れる。
ブロスナンは、ジェームズ・ボンドを演じ続けることでイメージが固定してしまう危険に気付いており、ボンド役を引き受けたときに『007』シリーズに出る合間に他の映画にも出演する許可をイオン・プロに求めた。このため、映画『マリオネット・ゲーム』など『007』シリーズ以外のいろいろな映画に参加している（プロデュース作品も含む）。これらの作品で特に成功した映画としては、『007』シリーズと同じくMGMが製作した『トーマス・クラウン・アフェアー』をあげることができる。
『ダイ・アナザー・デイ』出演後もボンド役を続けることを切望していたが、交渉で行き詰まり、2004年7月に自ら降板を申し出、MGMは慰留したが最後には同意し、ダニエル・クレイグが6代目ボンドに起用された。ブロスナンは初代のコネリーに次ぐ人気を博したが、出演したシリーズ作品は4作と、2代目のジョージ・レーゼンビー（『女王陛下の007』の1作のみ）、4代目のダルトン（『007 リビング・デイライツ』『007 消されたライセンス』の2作）に続いて歴代で3番目に少ない。
映画以外にも『マペット放送局』に本人役でゲスト出演し、マペットキャラを相手に乱闘めいた寸劇を繰り広げるなどしてコミカルな一面を披露したことがあった。

## 人物
お気に入りの本は「怒りの葡萄」。
初めて見た『007』シリーズはショーン・コネリー（初代）主演の『ゴールドフィンガー』。
11歳で既に180cm近い長身であり、学校ではいじめの対象になっていた。
閉所恐怖症であり『ダンテズ・ピーク』のとあるシーンの撮影でかなり苦労していた。
以前までは喫煙者であったが、5代目ジェームズ・ボンドの役を引き受けたのを機に禁煙している。以降は役作りのみに制限されている。
純粋なカトリック教徒であり自宅近くの教会のミサに定期的に出席している。

## 私生活
1980年に最初の妻カサンドラ・ハリス（『007 ユア・アイズ・オンリー』のボンドガール）と結婚したが、1991年に死別。2001年にキーリー・シェイ・スミスと再婚。
子供は、義理の子供（カサンドラの連れ子）シャルロットとクリストファー、カサンドラとの間に生まれた実子ショーン、キーリーとの間に生まれた実子ディランとパリスがいる。シャルロットは俳優、クリストファーは助監督や俳優として活動。2013年6月28日、シャルロットは41歳でカサンドラと同じく卵巣がんで亡くなった。
16歳の頃まで、自分をゲイだと思っていたことを告白している。
2001年から、ユニセフのアイルランド国内大使を務めている。また、非営利環境保護団体シーシェパードを支持している。

### 不祥事
2023年12月26日にイエローストーン国立公園の立ち入り禁止区域に入ったとされる２件の容疑で起訴され、2024年1月23日にハイキングしていたことを認めた。2か月前には、11月にイエローストーン国立公園の立ち入り禁止区域であるマンモス・テラスへ侵入したことを否定し、無罪を主張していたが、14日（木）ワイオミング州の法廷で有罪を認めたことにより、約1500ドル（約22万円）の罰金を命じられた。支払われた額は、同公園の保護活動を行う非営利団体に回されるという。
ピアースは、立ち入り禁止の標識を無視した罪にも問われていたが、有罪を申し立てたことにより、取り下げとなった。
ワイオミング州からモンタナ州とアイダホ州にまたがるイエローストーン国立公園を訪れる人々は、遊歩道やトレイルから外れることを禁止されており、立ち入り禁止区域に入り込んだ罪で有罪となった場合、最長6か月の懲役と最高5000ドル（約70万円）の罰金を科される可能性がある。1800年代以降、イエローストーン国立公園のサーマルエリアでは少なくとも22人が死亡している。
ピアースは、新作の撮影のため同地に滞在していた際に、同公園を訪れたと考えられている。

## 出演作品

### 映画
| 年     | 題名                                                                                          | 役名                                  | 備考                                                                                | 日本語吹替                                                           |
| ------ | --------------------------------------------------------------------------------------------- | ------------------------------------- | ----------------------------------------------------------------------------------- | -------------------------------------------------------------------- |
| 1980   | Murphy's Stroke                                                                               | Edward O'Grady                        | テレビ映画                                                                          | N/A                                                                  |
| 1980   | 長く熱い週末 The Long Good Friday                                                             | IRAの殺し屋                           |                                                                                     | 田中秀幸                                                             |
| 1980   | クリスタル殺人事件 The Mirror Crack'd                                                         | ジェイミー                            | クレジットなし                                                                      |                                                                      |
| 1986   | ノーマッズ Nomads                                                                             | ジョシュア・ボミエ                    |                                                                                     |                                                                      |
| 1987   | 第四の核 The Fourth Protocol                                                                  | アレクセイ・ペトロフスキー            | （日本語吹替版なし）                                                                |                                                                      |
| 1988   | 孤独のヒーロー/タフィン Taffin                                                                | タフィン                              |                                                                                     |                                                                      |
| 1988   | デシーバーズ/暗黒の大地 The Deceivers                                                         | ウィリアム・サヴェージ                | 別題『恐怖の秘密結社・デシーバーズ』                                                | 関俊彦（テレビ東京版）                                               |
| 1989   | トラップ・ゲーム The Heist                                                                    | ニール・スキナー                      | テレビ映画                                                                          |                                                                      |
| 1990   | ジョンソンの生き方 Mister Johnson                                                             | ハリー・ラドベック                    |                                                                                     |                                                                      |
| 1991   | 殺人調書101 Murder 101                                                                        | チャーリー・ラティモア                | テレビ映画                                                                          |                                                                      |
| 1991   | アンダー・サスピション/疑惑の行方 Victim of Love                                              | ポール・トムリンソン                  | テレビ映画                                                                          |                                                                      |
| 1992   | バーチャル・ウォーズ The Lawnmower Man                                                        | ローレンス・アンジェロ                |                                                                                     | 田中秀幸                                                             |
| 1992   | ファイナル・ゲーム Entangled                                                                  | ギャラバン                            |                                                                                     |                                                                      |
| 1992   | ライブ・ワイヤー Live Wire                                                                    | ダニー・オニール                      |                                                                                     |                                                                      |
| 1993   | ミセス・ダウト Mrs. Doubtfire                                                                 | スチュワート・ダンマイア              | 堀秀行（ソフト版） 堀内賢雄（テレビ朝日版） 有本欽隆（フジテレビ版）                |                                                                      |
| 1993   | テロリスト・ゲーム Death Train                                                                | マイケル・グラハム                    | テレビ映画                                                                          | 佐藤祐四（ソフト版） 大塚明夫（テレビ東京版） 神谷明（機内上映版）   |
| 1993   | ブロークン・チェーン The Broken Chain                                                         | ウィリアム・ジョンソン                | テレビ映画                                                                          |                                                                      |
| 1994   | めぐり逢い Love Affair                                                                        | ケン・アレン                          |                                                                                     | 田中正彦                                                             |
| 1994   | 偽りのプロフィール Don't Talk to Strangers                                                    | パトリック・ブロディ                  | テレビ映画                                                                          |                                                                      |
| 1995   | テロリスト・ゲーム2/危険な標的 Night Watch                                                    | マイケル・グラハム                    | テレビ映画                                                                          | 山寺宏一（ソフト版） 江原正士（フジテレビ版）                        |
| 1995   | 007 ゴールデンアイ 007 GoldenEye                                                              | ジェームズ・ボンド                    |                                                                                     | 神谷明（ソフト版） 田中秀幸（テレビ朝日版）                          |
| 1996   | マンハッタン・ラプソディ The Mirror Has Two Faces                                             | アレックス                            | 大塚芳忠                                                                            |                                                                      |
| 1996   | マーズ・アタック! Mars Attacks!                                                               | ドナルド・ケスラー                    | 森功至（ソフト版） 小杉十郎太（テレビ東京版）                                       |                                                                      |
| 1997   | ダンテズ・ピーク Dante's Peak                                                                 | ハリー・ダルトン                      | 神谷明（ソフト版） 田中秀幸（テレビ朝日版）                                         |                                                                      |
| 1997   | ロビンソン・クルーソー Robinson Crusoe                                                        | ロビンソン・クルーソー                | 日本劇場未公開                                                                      | 磯部勉                                                               |
| 1997   | 007 トゥモロー・ネバー・ダイ Tomorrow Never Dies                                              | ジェームズ・ボンド                    |                                                                                     | 神谷明（ソフト版） 江原正士（フジテレビ版） 田中秀幸（テレビ朝日版） |
| 1998   | 魔法の剣 キャメロット Quest for Camelot                                                       | アーサー王                            | 声の出演                                                                            | 長谷川初範                                                           |
| 1998   | ネフュー The Nephew                                                                           | ジョー・ブレイディ                    | 兼製作                                                                              | 中田譲治                                                             |
| 1999   | トーマス・クラウン・アフェアー The Thomas Crown Affair                                        | トーマス・クラウン                    | 兼製作                                                                              | 江原正士（ソフト版） 田中秀幸（フジテレビ版）                        |
| 1999   | 007 ワールド・イズ・ノット・イナフ The World Is Not Enough                                    | ジェームズ・ボンド                    |                                                                                     | 横島亘（ソフト版） 田中秀幸（テレビ朝日版）                          |
| 2000   | ドルフィン・ブルー 〜地球の楽園〜 Dolphins                                                    | ナレーション                          |                                                                                     |                                                                      |
| 2001   | テイラー・オブ・パナマ The Tailor of Panama                                                   | アンドリュー“アンディ”・オズナード    | 大塚芳忠                                                                            |                                                                      |
| 2002   | エヴリン Evelyn                                                                               | デズモンド・ドイル                    | 兼製作 日本劇場未公開 別題『天使の約束』、『ピアース・ブロスナン エヴリンの祈り』   |                                                                      |
| 2002   | 007 ダイ・アナザー・デイ Die Another Day                                                      | ジェームズ・ボンド                    |                                                                                     | 横島亘（ソフト版） 田中秀幸（テレビ朝日版）                          |
| 2004   | ダイヤモンド・イン・パラダイス After the Sunset                                               | マックス・バデット                    | 横島亘（ソフト版） 田中秀幸（テレビ東京版）                                         |                                                                      |
| 2004   | 惹かれあいの法則 Laws of Attraction                                                           | ダニエル・ラファティ                  | 兼製作総指揮 日本劇場未公開                                                         | （日本語吹替版なし）                                                 |
| 2005   | ザ・スナイパー The Matador                                                                    | ジュリアン・ノーブル                  | 兼製作 ゴールデングローブ賞 主演男優賞ノミネート 日本劇場未公開                     | 青山穣                                                               |
| 2006   | セラフィム・フォールズ Seraphim Falls                                                         | ギデオン                              | 日本劇場未公開                                                                      | 大塚芳忠                                                             |
| 2007   | あぁ、結婚生活 Married Life                                                                   | リチャード・ラングレイ                |                                                                                     | 横島亘                                                               |
| 2007   | マリオネット・ゲーム Butterfly On A Wheel                                                     | トム・ライアン                        | 兼製作 日本劇場未公開                                                               | 横島亘                                                               |
| 2008   | マンマ・ミーア! Mamma Mia!                                                                    | サム                                  | ゴールデンラズベリー賞 最低助演男優賞受賞                                           | 田中秀幸                                                             |
| 2008   | トーマスをすくえ!! ミステリーマウンテン The Great Discovery                                   | ナレーション                          | 英米版                                                                              |                                                                      |
| 2009   | オーシャンズ Océans                                                                           | ナレーター                            | 英米版                                                                              |                                                                      |
| 2009   | グレイティスト The Greatest                                                                   | アーロン・ブリュワー                  | 兼製作総指揮 日本劇場未公開                                                         | （日本語吹替版なし）                                                 |
| 2010   | パーシー・ジャクソンとオリンポスの神々 Percy Jackson & the Olympians: The Lightning Thief     | ブルナー先生 / ケイローン             |                                                                                     | 大塚明夫                                                             |
| 2010   | ゴーストライター The Ghost Writer                                                             | アダム・ラング                        | サテライト賞 助演男優賞ノミネート ロンドン映画批評家協会賞 英国助演男優賞ノミネート | てらそままさき                                                       |
| 2010   | リメンバー・ミー Remember Me                                                                  | チャールズ・ホーキンス                |                                                                                     | 横島亘                                                               |
| 2011   | サルベーション Salvation Boulevard                                                            | ダン・デイ                            | （日本語吹替版なし）                                                                |                                                                      |
| 2011   | ケイト・レディが完璧な理由 I Don't Know How She Does It                                       | ジャック・アベルハンマー              | 横島亘                                                                              |                                                                      |
| 2012   | 愛さえあれば Den Skaldede Frisør                                                              | フィリップ                            | （日本語吹替版なし）                                                                |                                                                      |
| 2013   | ワールズ・エンド 酔っぱらいが世界を救う! The World's End                                      | ガイ・シェパード                      | 仲野裕                                                                              |                                                                      |
| 2014   | 幸せになるための5秒間 A Long Way Down                                                         | マーティン・シャープ                  | 日本劇場未公開                                                                      | （日本語吹替版なし）                                                 |
| 2014   | ラブ・パンチ The Love Punch                                                                   | リチャード・ジョーンズ                |                                                                                     | 相沢まさき                                                           |
| 2014   | スパイ・レジェンド The November Man                                                           | ピーター・デヴェロー                  | 兼製作総指揮                                                                        | 田中秀幸                                                             |
| 2014   | おとなのワケあり恋愛講座 Some Kind of Beautiful                                               | リチャード・ヘイグ                    | 兼製作総指揮                                                                        | 田中秀幸                                                             |
| 2015   | サバイバー Survivor                                                                           | 時計屋                                |                                                                                     | 田中秀幸                                                             |
| 2015   | クーデター No Escape                                                                          | ハモンド                              |                                                                                     | 田中秀幸                                                             |
| 2015   | ノエル クリスマスに生まれた奇跡 A Christmas Star                                              | Mr.シェパード                         |                                                                                     |                                                                      |
| 2016   | ザ・コントロール Urge                                                                         | 謎の男                                | 日本劇場未公開                                                                      | （日本語吹替版なし）                                                 |
| 2016   | サイバー・リベンジャー I.T.                                                                   | マイク・リーガン                      |                                                                                     | 田中秀幸                                                             |
| 2017年 | さよなら、僕のマンハッタン The Only Living Boy in New York                                    | イーサン・ウェブ                      | （日本語吹替版なし）                                                                |                                                                      |
| 2017年 | ザ・フォーリナー/復讐者 The Foreigner                                                         | リアム・ヘネシー                      | 田中秀幸                                                                            |                                                                      |
| 2018   | ミッシング・レポート Spinning Man                                                             | ロバート・マロイ刑事                  | 日本劇場未公開                                                                      | （日本語吹替版なし）                                                 |
| 2018   | マンマ・ミーア! ヒア・ウィー・ゴー Mamma Mia! Here We Go Again                                | サム                                  |                                                                                     | 田中秀幸                                                             |
| 2018   | ファイナル・スコア Final Score                                                                | ディミトリ・ベロフ                    | 仲野裕                                                                              |                                                                      |
| 2020   | ユーロビジョン歌合戦 〜ファイア・サーガ物語〜 Eurovision Song Contest: The Story of Fire Saga | エリック・エリックスソン              | Netflixオリジナル映画                                                               | 田中秀幸                                                             |
| 2021   | リバーダンス・アドベンチャー Riverdance: The Animated Adventure                               | パトリック 祖父                       | 声の出演 Netflixオリジナル映画                                                      | てらそままさき                                                       |
| 2021   | ザ・ミスフィッツ The Misfits                                                                  | リチャード・ペイス                    | 兼製作総指揮                                                                        | 横島亘                                                               |
| 2021   | フォルス・ポジティブ False Positive                                                           | ジョン・ヒンドル博士                  |                                                                                     |                                                                      |
| 2021   | シンデレラ Cinderella                                                                         | ローワン国王                          | 中博史                                                                              |                                                                      |
| 2022   | The King's Daughter                                                                           | ルイ14世                              | N/A                                                                                 |                                                                      |
| 2022   | ブラックアダム Black Adam                                                                     | ケント・ネルソン / ドクター・フェイト | 田中秀幸                                                                            |                                                                      |
| 2023   | アウト・ロー 〜ギリ義理ファミリー〜 The Out-Laws                                              | ビリー・マクダーモット                | 田中秀幸                                                                            | Netflixオリジナル映画                                                |
| 2023   | サイレンサー Fast Charlie                                                                     | チャーリー・スウィフト                | 日本劇場未公開                                                                      |                                                                      |
| 2023   | The Last Rifleman                                                                             | アーチー・クロフォード                |                                                                                     | N/A                                                                  |
| 2025   | ブラックバッグ Black Bag                                                                      | アーサー・スティーグリッツ            |                                                                                     |                                                                      |
| 2025   | 木曜殺人クラブ The Thursday Murder Club                                                       | ロン・リッチー                        | Netflixオリジナル映画                                                               | 田中秀幸                                                             |
| TBA    | Unholy Trinity                                                                                | Gabriel Dove                          | 撮影中                                                                              |                                                                      |
| TBA    | Four Letters of Love                                                                          |                                       | ポストプロダクション                                                                |                                                                      |

### テレビ
| 年        | 題名                                         | 役名                              | 備考                                                                      | 日本語吹替                                      |
| --------- | -------------------------------------------- | --------------------------------- | ------------------------------------------------------------------------- | ----------------------------------------------- |
| 1980      | 悪魔の異形 Hammer House of Horror            | Last Victim                       | 第9話 "Carpathian Eagle"                                                  |                                                 |
| 1980      | 特捜班CI-5 The Professionals                 | Surveillance operator             | 第4シーズン第8話 "Blood Sports"                                           |                                                 |
| 1982-1987 | 探偵レミントン・スティール Remington Steele  | レミントン・スティール            | 計94話出演                                                                | 神谷明（第1-2シーズン） 関俊彦（第3-5シーズン） |
| 1988      | M&A/タイパンと呼ばれた男 Noble House         | イアン・ダンロス                  | ミニシリーズ                                                              | 津嘉山正種（VHS版）                             |
| 1989      | 新80日間世界一周 Around the World in 80 Days | フィリアス・フォッグ              | ミニシリーズ                                                              | 安原義人（VHS版） 富山敬（NHK版）               |
| 1997      | マペット放送局 Muppets Tonight               | 本人                              | 計1話出演                                                                 | 家中宏                                          |
| 2001      | サタデー・ナイト・ライブ Saturday Night Live | 本人                              | Episode: "Pierce Brosnan/Destiny's Child"                                 | N/A                                             |
| 2001      | ザ・シンプソンズ The Simpsons                | Ultra House 300 as Pierce Brosnan | 声の出演 第13シーズン第1話「ハロウィーン・スペシャルXII〜呪われた一家〜」 | 田中秀幸                                        |
| 2011      | スティーヴン・キング 骨の袋 Bag of Bones     | マイク・ヌーナン                  | ミニシリーズ                                                              | 押切英希                                        |
| 2017-2019 | The Son                                      | Eli McCullough                    | 計20話出演                                                                | N/A                                             |
| 2025      | モブランド MobLand                           | コンラッド・ハリガン              | Paramount+オリジナルドラマ                                                | 田中秀幸                                        |

## ゲーム
| 発売年 | 題名                                                                   | 役名               | 備考                                  | 吹き替え |
| ------ | ---------------------------------------------------------------------- | ------------------ | ------------------------------------- | -------- |
| 1997   | ゴールデンアイ 007 GoldenEye 007                                       | ジェームズ・ボンド | Physical likeness and archive footage | 堀内賢雄 |
| 1999   | Tomorrow Never Dies                                                    | ジェームズ・ボンド | Physical likeness and archive footage | 堀内賢雄 |
| 2000   | The World Is Not Enough（NINTENDO 64版）                               | ジェームズ・ボンド | Physical likeness and archive footage | 堀内賢雄 |
| 2000   | The World Is Not Enough（PlayStation版）                               | ジェームズ・ボンド | Physical likeness and archive footage | 堀内賢雄 |
| 2000   | 007 Racing                                                             | ジェームズ・ボンド | Physical likeness and archive footage | 堀内賢雄 |
| 2002   | 007 ナイトファイア James Bond 007: Nightfire                           | ジェームズ・ボンド | Physical likeness only                | 堀内賢雄 |
| 2004   | 007 エブリシング オア ナッシング James Bond 007: Everything or Nothing | ジェームズ・ボンド | Also physical likeness                | 堀内賢雄 |

## 日本語吹き替え

### 専属声優（フィックス）
田中秀幸
『バーチャル・ウォーズ』（VHS版）で初担当。『007 ゴールデンアイ』（テレビ朝日版、初回放送1999年4月11日『日曜洋画劇場』）のジェームズ・ボンド役を担当してからは、ブロスナンを専属（フィックス）で吹き替えており、アニメ『ザ・シンプソンズ』にブロスナン本人が自身を模したキャラクターとして声の出演を果たした際にも吹き替えを担当している。当初ブロスナンについて田中は「彼のカッコつけた感じに対応して、こちらも役や声を作らなくてはいけない」と演じる上での苦労を述べ、特にジェームズ・ボンドの場合は「（ボンドは）日常的なキャラクターじゃないでしょう。『こんなキザなこと言わんでしょう』ってせりふばっかりだし」とその苦労は尚更であるとしていたが、キャリアを重ねてからは「歳を重ねる程に円熟味が増している」と俳優として高く評価をしている。後年『長く熱い週末』に新たに吹替が作られることになった際には「やあ」の一言のみという非常に短い出番にもかかわらず若き日のブロスナンとしての出演（別の役と兼任）を快諾した。また、吹替版が存在しない『第四の核』についても「（吹替収録の）機会があればぜひ」と意欲的である。

### その他の担当声優
神谷明
『探偵レミントン・スティール』（日本テレビ版、第1シーズン〜第2シーズンの計42話分）で初担当。本作のほか、『007シリーズ』（『007 ゴールデンアイ』と『007 トゥモロー・ネバー・ダイ』のソフト版）などを担当し、初期の担当声優として定着している。『レミントン・スティール』に関しては「本当に面白い、お洒落で素敵な大人のコメディー。今でも沢山の皆様に楽しんでいただきたい作品」と評しており、30年以上経過した現在も当時の出演者・スタッフ一同交流が続いているという。また、同作の収録中にブロスナンが007を演じるという情報が入った際には「ぜひ演じさせていただきたい」と思ったと述懐している。なお、これらの作品は途中降板しており、それぞれ関俊彦と横島亘（後述）に役を交代している。
横島亘
『007 ワールド・イズ・ノット・イナフ』（ソフト版）で初担当。現在では田中の次に多く吹き替えている。上述の神谷から007シリーズのジェームズ・ボンド役を引き継いだことが始まりのきっかけとされており、抜擢された当時は初心者であったにもかかわらず、大作の主役且つ台本入手は収録3日前という過酷な状況でパニックに陥ったと語っている。その経験故に007と聞くと反射的に恐縮してしまうが、自身のアフレコの原点でもあるため、今でも時折見返して明日に繋げているとのこと。
このほかにも、堀内賢雄、江原正士、大塚芳忠、関俊彦、大塚明夫、仲野裕、てらそままさきなども複数回、声を当てている。